# دوك بوموس
جيروم سولون فيلدر (27 يونيو 1925 - 14 مارس 1991)، المعروف باسم دوك بوموس، هو مُغني وكاتب أغاني أمريكي بلوز. اشتهر بأنه شاعر غنائي للعديد من أغاني الروك أند رول. تم إدخال بوموس في قاعة مشاهير الصالة الفخرية للروك آند رول باعتباره غير مؤدٍ في عام 1992، وقاعة مشاهير كتاب الأغاني (1992)، وقاعة مشاهير البلوز (2012).
ولد جيروم سولون فيلدر عام 1925 في ويليامزبرغ،  بروكلين، نيويورك، وهو ابن لمهاجرين يهود. التحق بكلية بروكلين من عام 1943 إلى عام 1945. أصبح فيلدر من محبي البلوز بعد سماعه سجل بيغ جو تيرنر. بعد أن أصيب بشلل الأطفال عندما كان صبيا، سار بمساعدة عكازين. في وقت لاحق، بسبب متلازمة ما بعد شلل الأطفال، والتي تفاقمت بسبب حادث، اعتمد فيلدر في النهاية على كرسي متحرك.
شقيقه هو محامي نيويورك راؤول فيلدر.

## روابط خارجية
دوك بوموس على موقع IMDb (الإنجليزية)
- دوك بوموس على موقع الموسوعة البريطانية (الإنجليزية)
- دوك بوموس على موقع ميوزك برينز (الإنجليزية)
- دوك بوموس على موقع قاعدة بيانات برودواي على الإنترنت (الإنجليزية)
- دوك بوموس على موقع أول ميوزيك (الإنجليزية)
- دوك بوموس على موقع ديسكوغز (الإنجليزية)